# حصاد البريد الإلكتروني
حصاد البريد الإلكتروني هو عملية الحصول على قوائم بعناوين بريد إلكتروني باستخدام أساليب مختلفة. وعادة ما يتم استخدامها بعد ذلك للبريد الإلكتروني بالجملة أو كبريد مزعج.

## الطرق
أبسط طريقة تتضمن مرسلي الرسائل غير المرغوب فيها شراء أو تداول قوائم عناوين البريد الإلكتروني من غير المرغوب فيه للآخرين.
طريقة أخرى شائعة هي استخدام البرمجيات الخاصة المعروفة باسم «حصاد البوتات» أو «حصادات»، التي هي عنكبوت صفحات الويب، ونشرات على أوسينيت، وأرشيف القائمة البريدية، ومنتديات الإنترنت وغيرها من المصادر على الإنترنت للحصول على عناوين البريد الإلكتروني من البيانات العامة.